# Schizembia guanare
Schizembia guanare is een insectensoort uit de familie Anisembiidae, die tot de orde webspinners (Embioptera) behoort. 
Schizembia guanare is voor het eerst wetenschappelijk beschreven door Ross in 2003.